# The Queen of Sheba's Pearls
 (avril 2021).
Si vous disposez d'ouvrages ou d'articles de référence ou si vous connaissez des sites web de qualité traitant du thème abordé ici, merci de compléter l'article en donnant les références utiles à sa vérifiabilité et en les liant à la section « Notes et références ».
Pour plus de détails, voir Fiche technique et Distribution.
The Queen of Sheba's Pearls est un film dramatique suédo-britannique réalisé, écrit et produit par Colin Nutley (marié à la star du film Helena Bergström) en 2004. Le film se déroule en Angleterre après la Seconde Guerre mondiale.

## Synopsis
Nancy Ackerman est une jeune femme qui arrive mystérieusement aux portes de la famille Pretty. Elle ressemble étrangement à la mère de Jack Bradley qui est morte inexplicablement dans un accident durant la Seconde Guerre mondiale 8 ans auparavant.
Au fur et à mesure que l'intrigue progresse, il devient clair qu'Ackerman est le jumeau identique séparé de la mère de Jack à la naissance.
Pendant ce temps, le père de Jack, un ancien marin, a assombri ses sentiments pour Ackerman ; il ne peut pas décider si ses sentiments pour elle grandissent selon leurs propres mérites ou sont basés sur ceux envers sa femme décédée.
Ackerman s'avère également être une force troublante dans la vie de Jack en offrant des conseils qui se révèlent étrangement omniscients et féeriques comme une marraine.

## Fiche technique
- Titre : The Queen of Sheba's Pearls
- Réalisation : Colin Nutley
- Scénario : Colin Nutley
- Musique : Per Andréasson
- Photographie : Jens Fischer
- Montage : Perry Schaffer
- Production : Judith Hackett, Maritha Norstedt et Colin Nutley
- Société de production : AKA Pictures, Svensk Filmindustri, Sweetwater Filmrights et TV4 Sweden
- Pays de production :  Royaume-Uni et  Suède
- Genre : Drame
- Durée : 131 minutes
- Dates de sortie : 
  - Suède : 25 décembre 2004

## Distribution
- Helena Bergström : Nancy Ackerman / Emily Bradley
- Lorcan Cranitch : Harold Bradley
- Lindsay Duncan : Audrey Jolie
- Tim Dutton : Père Talbot
- Rolf Lassgård : le sourd
- Natasha Little : Peggy Jolie
- Elizabeth Spriggs : Laura Jolie
- Peter Vaughan : Edward Pretty
- Rollo Weeks : Jack Bradley
- Eileen Atkins : la maîtresse de l'école
- Marc Pickering : Dinger Bell
- Simon Day : le recteur
- Bo Poraj : le professeur
- John Joe Regan : Geoffrey Thicket
- James Hawkins : le jeune Jack Bradley
- Alexander Goggins : M. Jenkins

## Prix et reconnaissance
Un certain nombre de critiques positives ont suivi la sortie de The Queen of Sheba's Pearls. Le Variety magazine a qualifié le film de « film le plus important à ce jour [de Nutley] ».
Sandra Hall, une critique australienne, fournit une critique plus nuancée du film, disant que si Nutley n'est « pas génial sur la mécanique de l'intrigue et la concordance narrative. Il aime les vignettes plutôt que la grande image. Pourtant, dans sa manière anecdotique, le film se tient en quelque sorte ensemble, se façonnant dans une version bénigne et ensoleillée d'un dispositif d'intrigue que nous avons souvent vu auparavant dans les films - à propos d'un ménage en ruine rajeuni par la présence d'un étranger séduisant ».
Cependant, alors que les critiques, les analystes de films et les comités de récompenses sont convenus que le film a uns distribution superbe et des éléments en coulisses, il n'est pas particulièrement populaire ou bien connu du grand public comme en témoigne le manque de commentaires et de soutien sur un nombre de sites d'examen publics, y compris Flixster et Rotten Tomatoes.